# Königstuhl (Odenwald)
El Königstuhl es una colina de 567,8 metros de altura situada en los montes Odenwald y en la ciudad de Heidelberg, en el estado alemán de Baden-Wurtemberg. Desde la cima del Königstuhl se divisa la ciudad de Heidelberg y el río Neckar. En días de buenas condiciones, las vistas se extienden hasta el Pfaelzerwald (bosque del Palatinado), situado a unos 40-50 km. 
La colina está unida a Altstadt por el Heidelberger Bergbahn, un funicular histórico de dos tramos que se detiene en el castillo de Heidelberg, situado en la ladera inferior del Königstuhl, el restaurante-hotel Molkenkur y la última parada en la cima de la montaña, que alberga un restaurante, un parque de atracciones para niños y varios senderos.
El Instituto Max Planck de Astronomía se encuentra cerca de la cima del Königstuhl, al igual que el histórico observatorio astronómico Landessternwarte Heidelberg-Königstuhl, fundado en 1898. Entre 1912 y 1957, Karl Wilhelm Reinmuth descubrió casi 400 asteroides mientras trabajaba en este observatorio.
En la Königstuhl se encuentran varias instalaciones de telecomunicaciones, como la Fernsehturm Heidelberg (televisión digital (DVB-T), radio y microondas), la Torre de Telecomunicaciones Heidelberg (microondas y FM) y la ya inactiva Torre de Telecomunicaciones de US-Forces Heidelberg (microondas).

## Clima
Königstuhl tiene un clima oceánico templado (Köppen: Cfb ), similar al de la ciudad de Heidelberg, pero con temperaturas más frías y precipitaciones mucho mayores durante todo el año. 

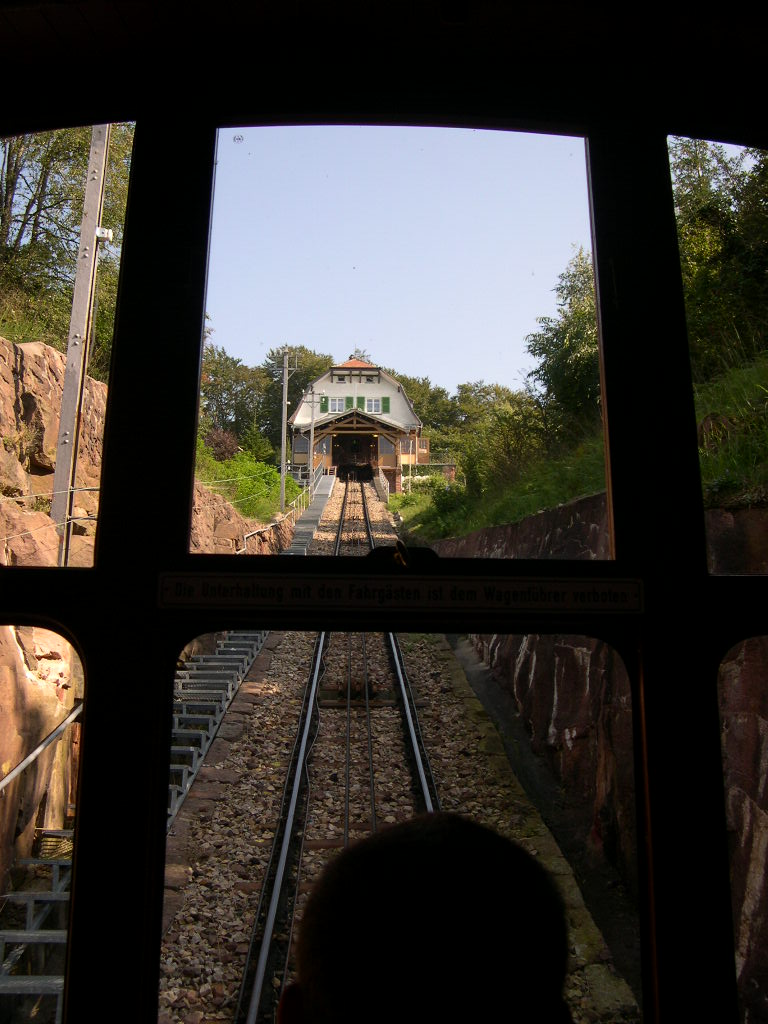
Acercándose a la estación del funicular Königstuhl
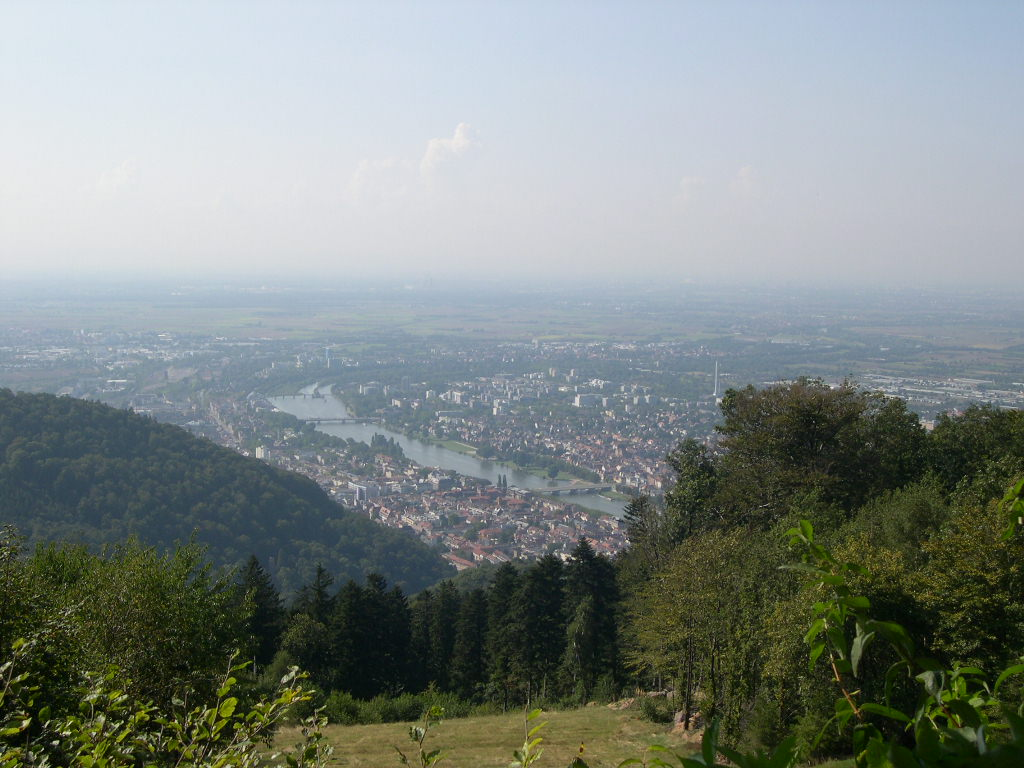
Heidelberg desde la Königstuhl